# Pontus Fredrik De la Gardie (1630–1692)

Pontus Fredrik De la Gardie. Oljemålning från 1650 tillskriven Cornelis Picolet.

Pontus Fredrik De la Gardie, född 4 oktober 1630 på Runsa slott i Eds socken, (dåvarande) Uppsala län, död 9 oktober 1692, var en svensk greve, ämbetsman och militär.

## Biografi
Pontus Fredrik De la Gardie var son till Jakob De la Gardie och Ebba Magnusdotter Brahe.
Han blev 1655 överste för ett värvat kavalleriregemente och 1658 för Upplands regemente till häst. 1664 blev han generalmajor vid kavalleriet och militärbefälhavare i Skåne, samt 1665 viceguvernör i Skåne, Halland och Blekinge, samt 1666 riksråd. Under skånska kriget fick De la Gardie som general uppdrag att med uppbådade Smålandsbönder och ett mindre antal reguljära trupper försöka krossa snapphanarnas motstånd. Vid kriget slut blev han 1679 president i Dorpats hovrätt och samma år ledamot av Reduktionskollegium.
Han var gift med Beata Elisabet von Königsmarck. Paret fick fyra döttrar. Deras äldsta dotter var poeten Ebba Maria De la Gardie. Det enda av barnen som fick efterkommande var Johanna Eleonora De la Gardie.
Pontus Fredrik De la Gardie är begravd i Västerås domkyrka där hans huvudbanér hänger i Brahekoret intill högaltaret, flankerat av två märkligt utformade släkttavlor med bevingade väsen som bär upp vardera åtta anvapen.